# Elfstedenhal

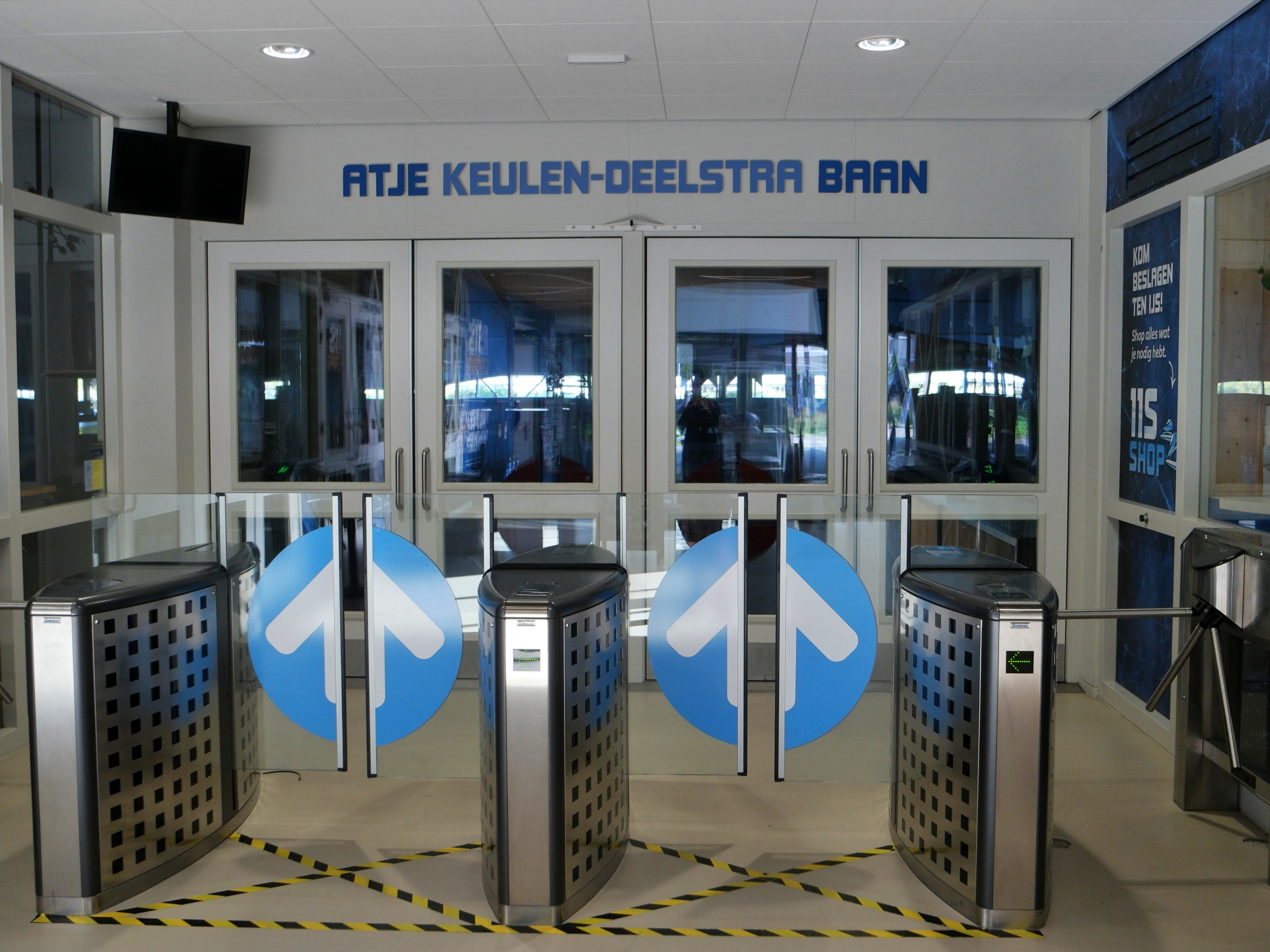
Toegang Atje Keulen-Deelstra baan (2024)

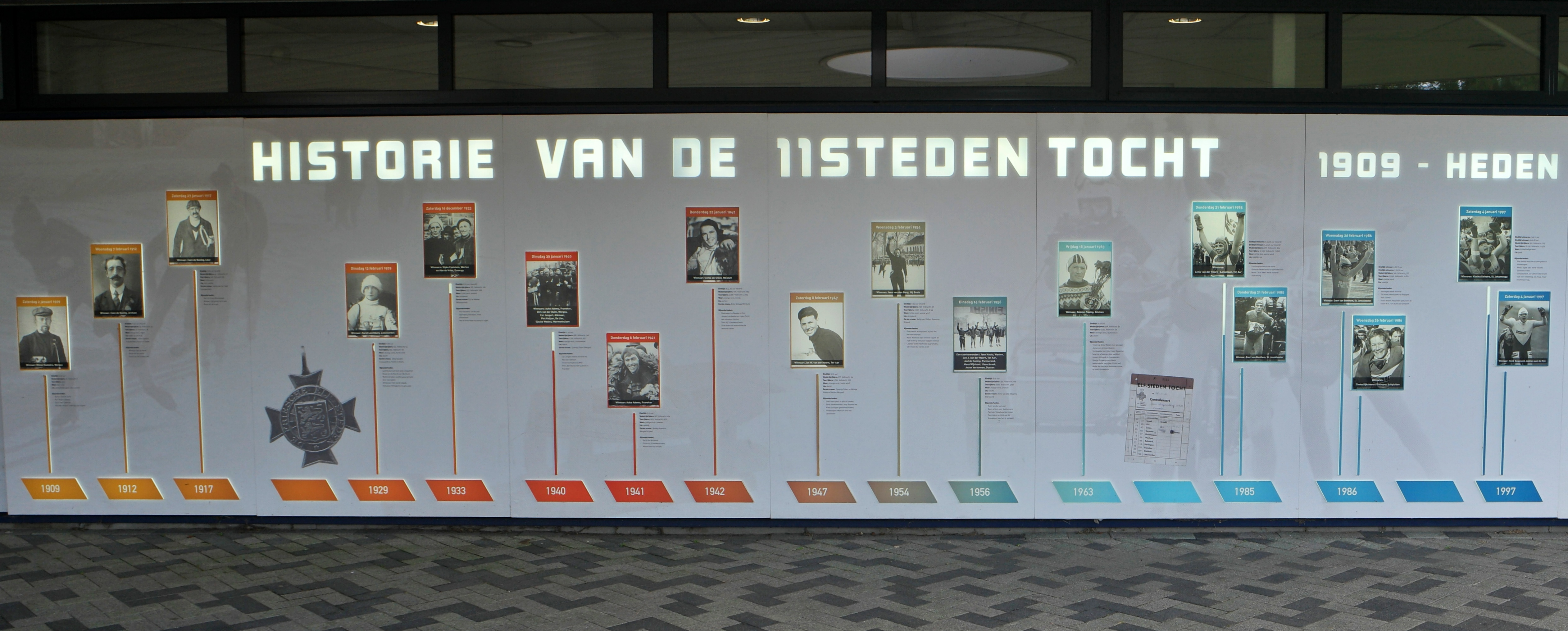
Herdenkingswand, Wall of Fame, Elfstedentocht

De Elfstedenhal is een sportcomplex in Leeuwarden. Het belangrijkste onderdeel is een 400-meter ijsbaan met de naam Atje Keulen-Deelstra baan, die de tweede 400 meter baan in Friesland is naast Thialf in Heerenveen. Op het middendeel van  de 400 meter baan is een 30x60 baan  met zachte boarding geschikt voor shorttrack, curling, kunstrijden en tevens geschikt als krabbelbaan. Verder is er nog een ijshockeyhal, de Blauwe hal, geschikt voor kunstrijden, curling en ijshockey. Er is een tribunecapaciteit voor 300 zitplaatsen en de nodige staanplaatsen. De Blauwe hal is voornamelijk in gebruik door hoofdhuurder IJshockeyclub Capitals Leeuwarden die hier traint en haar wedstrijden speelt. 

## Ontstaan
De Elfstedenhal is de opvolger van IJshal Leeuwarden, de voormalige 220-meterbaan, die moest worden vervangen, omdat de koelvloeistof die daar gebruikt werd vanaf 2015 verboden zou worden. Op 31 oktober 2013 besloot de raad van de gemeente Leeuwarden definitief tot realisatie. De kosten voor de nieuwe schaatshal bedroegen 22 miljoen euro, waarvan gemeente en provincie ieder de helft voor hun rekening namen. De oude ijshal ging op 22 maart 2015 dicht. De nieuwe overdekte ijsbaan was vanaf het najaar van 2015 beschikbaar voor training en recreatie. De baan werd 26 september 2015 opgeleverd en op 30 september werd de eerste massastart van het schaatsseizoen hier gewonnen door Jan Blokhuijsen en Irene Schouten.
Tussen 4 en 6 maart 2016 werd het officieuze WK Allround voor masters verreden. Met ingang van 30 september 2016 werd de ijsbaan van de Elfstedenhal hernoemd tot Atje Keulen-Deelstra-baan, naar een oude belofte aan langebaanschaatser Atje Keulen-Deelstra.
Op vrijdag 12 januari 2018 werd er De Wall of Fame van de Elfstedentocht onthuld met grote verlichte portretten van de winnaars die een tijdlijn vormen; van 1909 tot en met 1997.

### Baanrecords
| Afstand         | Schaatser      | Land | Tijd     | Datum      |
| --------------- | -------------- | ---- | -------- | ---------- |
| 100 m           | Yuma Murakami  | JPN  | 09,46    | 28-03-2023 |
| 500 m           | Ronald Mulder  | NED  | 35,12    | 22-10-2016 |
| 1000 m          | Janno Botman   | NED  | 1.09,25  | 13-02-2022 |
| 1500 m          | Wesly Dijs     | NED  | 1.48,43  | 12-02-2022 |
| 3000 m          | Douwe de Vries | NED  | 3.46,55  | 22-10-2016 |
| 5000 m          | Marwin Talsma  | NED  | 6.25,90  | 13-02-2022 |
| 10.000 m        | Mark Ooijevaar | NED  | 14.01,61 | 28-12-2017 |
| 2×500 m         | Samuel Airey   | GBR  | 79,800   | 24-12-2015 |
| Minivierkamp    | Sergej Mazein  | RUS  | 177,333  | 04-03-2016 |
| Kleine vierkamp | Kees Hooft     | NED  | 164,865  | 04-03-2016 |

| Afstand      | Schaatsster         | Land | Tijd     | Datum      |
| ------------ | ------------------- | ---- | -------- | ---------- |
| 100 m        | Angelina Golikova   | RUS  | 10,35    | 15-03-2019 |
| 500 m        | Esmé Stollenga      | NED  | 38,65    | 12-02-2022 |
| 1000 m       | Ireen Wüst          | NED  | 1.17,08  | 22-10-2016 |
| 1500 m       | Elisa Dul           | NED  | 1.58,77  | 12-02-2022 |
| 3000 m       | Reina Anema         | NED  | 4.10,95  | 12-02-2022 |
| 5000 m       | Sterre Jonkers      | NED  | 7.51,34  | 22-10-2016 |
| 10.000 m     | Clare Upton         | GBR  | 22.06,60 | 28-12-2017 |
| 2×500 m      | Nikita Hovingh      | NED  | 87,810   | 24-12-2015 |
| Minivierkamp | Anke Jannie Landman | NED  | 174,609  | 04-03-2016 |

## Trivia
- De Elfstedenhal staat op de plaats van een vroegere Philips-fabriek.
- Bij een toekomstige Elfstedentocht zullen de schaatsers zich in de Elfstedenhal verzamelen alwaar het startsignaal wordt gegeven waarop ze naar de Zwettehaven rennen waar ze de schaatsen onderbinden en het ijs op gaan.